# Ferteșolmaș, Vînohradiv
Ferteșolmaș (în ucraineană Фертешолмаш) este un sat în comuna Paladu Mare din raionul Vînohradiv, regiunea Transcarpatia, Ucraina.

## Demografie
Componența lingvistică a localității Ferteșolmaș
     Maghiară (96,73%)
     Ucraineană (2,9%)
     Alte limbi (0,28%)
Conform recensământului din 2001, majoritatea populației localității Ferteșolmaș era vorbitoare de maghiară (96,73%), existând în minoritate și vorbitori de ucraineană (2,9%).